# Beautiful Lie
Beautiful Lie è un singolo della cantante pop statunitense Jennifer Paige, inciso in collaborazione con Nick Carter e pubblicato il 20 novembre 2009 dall'etichetta discografica Glor Records.
Il brano è stato scritto da Falk, Jennifer Paige e Nick Carter ed è stato estratto come singolo dall'edizione deluxe dell'album Best Kept Secret di Jennifer Paige.

## Tracce
CD-Single (GLOR 4260158910200 / EAN 4260158910200)
1. Beautiful Lie (Radio Edit) - 3:12
2. Beautiful Lie (Extended Mix) - 4:11

## Classifiche
| Classifica | Posizione raggiunta |
| ---------- | ------------------- |
| Germania   | 19                  |
| Austria    | 49                  |